# 橋爪隆
橋爪 隆（はしづめ たかし、1970年 - ）は、日本の法学者。専門は刑法。東京大学大学院法学政治学研究科教授。学習院大学法科大学院非常勤講師。愛知県出身。指導教官は西田典之。

## 経歴
- 1989年 金沢大学附属高等学校卒業
- 1992年 司法試験合格
- 1993年 東京大学法学部卒業、同助手就任
- 1996年 神戸大学法学部助教授
- 2000年 神戸大学大学院法学研究科助教授
- 2000年 フライブルク大学（ドイツ）客員研究員（2002年9月まで）
- 2006年 神戸大学大学院法学研究科教授
- 2008年 東京大学大学院法学政治学研究科准教授
- 2009年 東京大学大学院法学政治学研究科教授
- 2025年7月 東京大学大学院法学政治学研究科長・法学部長[4]（最高裁判所判事に任命され退任した沖野眞已の後任として）

## 著作
- 『正当防衛論の基礎』（2007年・有斐閣）
- 『ケースブック経済刑法〔第2版〕』（2010年、有斐閣）〔共著〕
- 『刑法総論〔第2版〕』（2012年・有斐閣）〔共著〕
- 『刑法各論〔第2版〕』（2013年・有斐閣）〔共著〕
- 『刑法事例演習教材〔第2版〕』（2014年・有斐閣）〔共著〕
- 「連載：刑法総論の悩みどころ」（全22回）（法学教室403号～426号）
- 「連載：刑法各論の悩みどころ」（全21回）（法学教室427号～450号）
- 「連載：判例講座・刑法総論」（全18回）（警察学論集69巻1号～70巻12号）
- 補訂: 西田典之著『刑法各論〔第7版〕』（2018年・弘文堂）
- 『判例刑法総論 〔第8版〕』（2023年・有斐閣）〔共著〕
- 『判例刑法各論 〔第8版〕』（2023年・有斐閣）〔共著〕